# Throwback, Vol. 1
Throwback, Vol. 1 è un album discografico di cover del gruppo musicale statunitense Boyz II Men, pubblicato nel 2004.

## Tracce
1. Let It Whip (Dazz Band)
2. Let's Stay Together (Al Green)
3. What You Won't Do for Love (Bobby Caldwell, feat. MC Lyte)
4. Cutie Pie (One Way)
5. Close the Door (Teddy Pendergrass)
6. For the Love of You (The Isley Brothers)
7. Sara Smile (Hall & Oates)
8. Human Nature (Michael Jackson, feat. Claudette Ortiz)
9. Time Will Reveal (DeBarge)
10. I Miss You (Klymaxx)
11. You Make Me Feel Brand New (The Stylistics)
12. Grandfather's Clock